# 吳音
吳音（日语：／ Go On */?）是日本漢字音（音讀）的一種，指日本自大和時代從南朝建康傳入的在日本使用的漢字音。日本在吳音傳入之後，到奈良時代則從唐朝長安傳入新漢音。吳音與漢音一樣主要傳承了中古漢語的特徵。
有观点认为吳音是從六朝时代經由朝鮮半島輾轉而入日本列島的，但支持此說法的史料並不充足。一般認為吳音在南北朝時代（西元五至六世紀）從南朝直接傳入日本。吳音指的是当时南朝京师建康（今南京）的金陵雅音，金陵雅音在東晉衣冠南渡后继承洛陽雅音并融合金陵当地吴音而产生。南北朝時，日本等國尊南朝為華夏之正，受南朝冊封不絕，如當時日本（倭五王）同南朝宋保持朝貢關係。隋朝時融合金陵雅音和洛陽鄴下音編著《切韻》統一書面聲韻，為唐以後所沿襲。
六朝時佛教開始盛行，故吳音多使用於佛教用語與律令紀（古代的法律與政令紀）用語，在漢音導入後也沒有消失，直至現代仍用漢音一併使用。另外《古事記》的萬葉假名多使用吳音。

## 名稱
根據《日本國語大辭典》，相對於時期較晚的漢音，將舊來發音稱作「吳音」之習俗的最早用例為平安時代中期藤原公任著北山抄。而於此前「吳音」皆稱作「和音」。而「吳音」之稱乃是步入隋唐，中國北方出身者貶斥切韻音系為吳音後，為日本人所模仿。故此「吳音」之時代及地理源頭不詳，亦可追溯至漢魏時代論。
在吳音的時代日本其實並無「吳音」的名謂，或可推論，這種語音不是吳地一隅地域性的方音，而是當時通行的標準語音，後來的稱謂則是由於隋唐時期新的漢音引入後才出現的。後來，隋朝統一中國，陸法言載錄南北學者討論韻學的成果，編成《切韻》一書，融合南北朝官音，為唐朝長安正音所沿襲，對後世影響甚大。吳音融入日語程度較深（常用於基本詞彙中），日本古來也將其稱為「和音」。
另外尚有「對馬音」和「百濟音」的名稱，由來是欽明天皇時百濟的僧人法明來到對馬以吳音讀維摩經傳播佛教。

## 字音的推考
推考罕用字的讀音時，相對於漢音可根據中國韻書的反切等資料推定，吳音主要根據古代的佛典與律令等史料推斷，故而有時出現困難，不同的漢和字典也可能有不同的記錄。

## 特點及與漢音的區別
吳音的來源駁雜，體系不如漢音完善，但也具有下列的特點：

### 聲母
1. 吳音字首的輔音反映出中古全濁聲母與清聲母的區別，而漢音大多清化。如吳音，漢音；「奉」吳音，漢音。
2. 中古的鼻音聲母在漢音中多變為濁塞音或塞擦音聲母，而吳音保留鼻音聲母。如吳音，漢音；「二」吳音，漢音。
3. 匣母在吳音中有脫落現象（主要見於合口呼字），而漢音中為行音。如：吳音，漢音；「回」吳音，漢音。

### 韻母/韻尾
1. 通攝
  1. 冬鍾韻部分字吳音以韻表示，漢音以韻表示。如：吳音，漢音；「封」吳音，漢音。
  2. 部分字吳音以韻表示，漢音以/韻表示。如：吳音，漢音；「紅」吳音，漢音；「弓」吳音，漢音。
2. 江攝：部分字吳音以韻表示，漢音以韻表示。如：吳音，漢音；「邦」吳音，漢音。
3. 止攝
  1. 微韻部分字吳音以韻表示，漢音以韻表示。如：吳音，漢音；「希」吳音，漢音。
  2. 之韻部分字吳音以韻表示，漢音以韻表示。如：吳音，漢音；「己」吳音，漢音。
4. 遇攝
  1. 模韻部分字，吳音以韻表示，漢音以韻表示。如：吳音 漢音；「奴」吳音 漢音。
  2. 魚韻三等部分字，吳音以韻表示，漢音以韻表示。如：吳音，漢音；吳音，漢音。
5. 蟹攝
  1. 部分開口三四等字，吳音以韻表示，漢音以表示。如：吳音，漢音；「米」吳音，漢音。
  2. 部分一二等字，吳音以韻表示，漢音以表示。如：吳音，漢音；「怪」吳音，漢音。
6. 臻攝
  1. 部分真韻欣韻字，吳音以韻表示，漢音以表示。如：吳音，漢音；「勤」吳音，漢音。
  2. 迄韻字，吳音以韻表示，漢音以表示。如：吳音，漢音。
7. 山攝
  1. 山刪韻部分字，吳音以韻表示，漢音以韻表示。如：吳音，漢音；「山」吳音，漢音。(註：此特點區別於寒桓韻)
  2. 元韻部分字，吳音以韻表示，漢音以韻表示。如：吳音，漢音；「園」吳音，漢音。
  3. 月韻部分字，吳音以韻表示，漢音以韻表示。如：吳音，漢音；「越」吳音，漢音。
8. 效攝：韻字，吳音以韻表示，漢音以韻表示。如：吳音，漢音；「包」吳音，漢音。
9. 假攝：麻韻脣侯牙音字，吳音以韻表示，漢音以韻表示。如：吳音，漢音；「馬」吳音，漢音。
10. 梗攝
  1. 梗攝二等陽聲字，吳音以韻表示，漢音以韻表示。 如  吳音，漢音。
  2. 梗攝二等入聲字，吳音以韻表示，漢音以韻表示。 如  吳音，漢音。
  3. 梗攝陽聲韻三四等字，吳音以韻表示，漢音以韻表示。 如：（三等） 吳音，漢音；「清」（三等） 吳音，漢音；「名」（四等） 吳音，漢音。
  4. 梗攝三四等入聲字，吳音以韻表示，漢音以韻表示。如：吳音，漢音；「赤」吳音，漢音。
11. 曾攝：職韻部分字，吳音以韻表示，漢音以韻表示。如：吳音，漢音；「食」吳音，漢音。
12. 流攝：侯尤韻部分字，吳音以韻表示，漢音以/韻表示。如：吳音，漢音；「九」吳音，漢音；「謀」：吳音，漢音。
13. 深攝:
  1. 侵韻字，吳音以韻表示，漢音以表示。如：吳音，漢音；「金」吳音，漢音。
  2. 緝韻字，吳音以韻表示，漢音以表示。如：吳音，漢音；「邑」吳音，漢音。
14. 咸攝（此攝較複雜，亦多不規則讀音，僅擇典型舉例）
  1. 覃韻、凡韻字，吳音以韻表示，漢音以表示。如：吳音，漢音；「凡」吳音，漢音。
  2. 咸韻、銜韻字，吳音以韻表示，漢音以表示。如：吳音，漢音。
  3. 嚴韻字，吳音以韻表示，漢音以表示。如：吳音，漢音。
  4. 合韻、乏韻字，吳音以韻表示，漢音以表示。如：吳音，漢音;「法」吳音，漢音。
  5. 洽韻、狎韻字，吳音以韻表示，漢音以表示。如：吳音，漢音。
  6. 業韻字，吳音以韻表示，漢音以表示。如：吳音，漢音。
15. 入聲字-t韻尾，吳音以表示，漢音以表示。如：吳音，漢音；「日」吳音，漢音。

### 聲調
吳音的聲調體系與廣韻有較大的不同。詳見日本漢字音的聲調。

## 與古音的關係
參見古音 (日本漢字音)。

## 吳音與其他漢字音的關係
六朝東晉衣冠南渡後，中原雅音南傳對南方的方言產生了很大影響，唐朝時有所謂「至今南人能晉語」之說（此處「晉語」指西晉時的洛陽雅音，非指山西晉方言），因此日本的吳音和南方吳方言、閩南方言等有較大的相近性。

### 吳音與閩南語的相似性
- 麻韻部分字吳音讀韻這一點，與閩南語白讀音吻合，且不見於其他語言/方言。如 吳音 閩南語be；吳音 閩南語hue。
- 流攝部分字吳音以韻表示（相對於漢音用韻表示）這一點，也與閩南語吻合，如吳音 閩南語u；吳音 閩南語k'u。

有說法認為這些類似是吳音與閩南白讀音皆源於南朝語音/五胡亂華前的中原音的證據。

### 吳音與吳語的相似性
聲母
- 日母在吳音與吳語白讀中皆為鼻音聲母n。此現象以吳語較為典型，但亦可見於其他方言如贛語，客語，閩語等。
- 吳音中匣母的脫落現象與吳語類似，如吳音 吳語wu（或前加/ɦ/），但匣母脫落在吳語中是普遍現象，而在吳音中主要限於合口字，開口字常為行聲母。此現象亦見於其他南方方言如閩南語粵語等。

韻母
- 山刪韻吳音多讀韻，吳語多讀e韻，有共同的主要元音。此現象亦見於粵語部分子方言。

### 吳音與朝鮮漢字音的相似性
- 效攝、流攝、蟹攝三四等的單元音化。
- 牙音、喉音以外的聲母不與合口韻搭配（u介音脫落）。與現代的吳語類似。但漢音亦有此特徵。
- 山攝咸攝部分字，吳音以為韻腹，朝鮮漢字音以為韻腹，兩者類似。如 吳音 朝鮮音；吳音 朝鮮音；吳音 朝鮮音；吳音 朝鮮音。
- 部分三等字的i介音脫落，此現象不見於漢音。
- 梗攝三四等字，吳音的韻腹與朝鮮音的韻腹皆為較低的元音，而漢音為較高的エ韻腹。

有說法認為這些類似是吳音經由朝鮮半島所傳的殘存證據，一種推測是吳音傳承自百濟音，而現代朝鮮漢字音傳自新羅音，故有相關。